# بروکینیا رداکتا
بروکینیا رِداکتا (نام علمی: Brocchinia reducta)، گونه‌ای از بروکینیا و یکی از معدود آناناسیان گوشت‌خوار است. بومی جنوب ونزوئلا، برزیل، کلمبیا و گویان است و در خاک فقیر از مواد مغذی یافت می‌شود. بروکینیا رداکتا با محیط‌های مختلف سازگار می‌شود، وقتی روی صخره رشد می‌کند از ریشه‌های خود به‌عنوان لنگر استفاده می‌کند.

## ساختار
بروکینیا رداکتا مانند بسیاری دیگر از آناناسیان، با برگ‌هایی که کاملاً روی هم قرار دارند، یک فنجان ذخیره کننده آب ایجاد می‌کند. برگ‌های اطراف فنجان بروکینیا رداکتا با فلس‌های مومی و سست پوشانده می‌شوند. این فلس‌ها بسیار منعکس‌کننده نور فرابنفش هستند. از آنجا که بسیاری از حشرات جذب نور فرابنفش می‌شوند (همچنین توسط بسیاری از گل‌ها منعکس می‌شود)، این یک فریب کارآمد است. آب موجود در فنجان همچنین بوی شیرینی را منتشر می‌کند که ممکن است برای جذب مورچه‌ها و سایر حشرات مفید باشد. بروکینیا رداکتا مواد مغذی خود را از دیواره سلولی خارجی جذب می‌کند، که در کرک‌ها پوشانده شده است و می‌تواند مولکول‌های ۶٫۶ نانومتر را انتقال دهد.
فلس‌های سست جاپای ضعیفی برای فرود حشرات فراهم می‌کند و باعث می‌شود که آنها درون فنجان پر از آب سقوط نموده و در نهایت غرق شوند.
گفته شده است که بروکینیا رداکتا در واقع گوشت‌خوار نیست زیرا تولیدات آنزیم‌های گوارشی در آن یافت نمی‌شود. با این حال، در سال ۲۰۰۵ نشان داده شد که این گیاه حداقل آنزیم‌های فسفاتاز را در ساختار غده‌ای خود تولید می‌کند و بنابراین یک گیاه گوشت‌خوار واقعی محسوب می‌شود. آنزیم‌ها و باکتری‌ها حشرات حبس شده را هضم می‌کنند و بنابراین مواد مغذی را برای جذب توسط برگ‌ها آزاد می‌کنند.